# Mathew Olorunleke
Mathew Olorunleke (* 4. Oktober 1983 in Gusau) ist ein nigerianischer Fußballspieler, er spielt auf der Position eines Verteidigers.
Mathew Olorunleke wechselte zur Saison 2001/02 zu GS Bagnolese einem italienischen Amateurverein. In den folgenden zwei Spielzeiten spielte der Nigerianer dann in der italienischen Serie C2, wo er sich zuerst bei Calcio Trento und anschließend auch bei Nocerina Calcio ins Stammkader zu spielen vermochte. Zur Saison 2004/05 wechselte Olorunleke zum AC Reggiana. Nach einer Spielzeit wechselte Olorunleke zum Serie-A-Verein FC Messina, hier bestritt er 2 Partien, ehe er in der Winterpause an den US Catanzaro ausgeliehen wurde. Zum Beginn der Saison 2006/07 kehrte Olorunleke wieder zum FC Messina zurück.
| Personendaten    | Personendaten                 |
| ---------------- | ----------------------------- |
| NAME             | Olorunleke, Mathew            |
| KURZBESCHREIBUNG | nigerianischer Fußballspieler |
| GEBURTSDATUM     | 4. Oktober 1983               |
| GEBURTSORT       | Gusau, Nigeria                |